# Malayotyphlops collaris
Malayotyphlops collaris är en ormart som beskrevs av Wynn och Leviton 1993. Malayotyphlops collaris ingår i släktet Malayotyphlops och familjen maskormar. Inga underarter finns listade i Catalogue of Life.
Denna orm förekommer i Filippinerna på ön Luzon på en halvö där kommunen Caramoan ligger. Arten lever vid cirka 150 meter över havet. Det är inte känt vilket habitat Malayotyphlops collaris föredrar. Honor lägger antagligen ägg.
Det är inget känt om populationens storlek och möjliga hot. IUCN kategoriserar arten globalt som otillräckligt studerad.